# Wang Liqin
Wang Liqin (王 勵勤S; Shanghai, 18 giugno 1978) è un ex tennistavolista cinese, due volte campione olimpico (a squadre e nel doppio).

## Carriera
Ha iniziato a giocare all'età di sei anni e negli ultimi anni di carriera si è sempre alternato in vetta al ranking mondiale con i suoi compagni di squadra Ma Lin e Wang Hao. Dal 1991 è stato giocatore nella squadra di Shanghai e dal 1993 nella nazionale cinese. Si è ritirato dall'attività agonistica nel Dicembre 2013. Attualmente è allenatore nella squadra di Shanghai.
Ha vinto tutto tranne l'oro olimpico e la Coppa del Mondo, entrambi nel singolo. È stato 4 volte Campione del mondo a Squadre.
Dal 1965, anno dell'ultima vittoria di Chuang Tsetung, è l'unico giocatore, insieme al connazionale Ma Long, ad aver vinto 3 Campionati del Mondo nel singolare: i due giocatori condividono il massimo numero di vittorie nell'era moderna del tennistavolo, iniziata nel 1951 con l'avvento delle gomme cosiddette sandwich.

## Vittorie e piazzamenti
- 1996
  - Campione di doppio uomini nella finale del Pro tour ITTF
- 1997
  - 44° Campionati del mondo: terzo nel doppio misto
- 1997
  - Campione di doppio uomini nella finale del Pro tour ITTF
- 1998
  - Ai campionati nazionali: campione a squadre, campione di singolo, secondo nel doppio misto e terzo nel doppio
  - Campione di singolo e di doppio uomini nella finale del Pro tour ITTF
  - Campionati asiatici di Bangkok: Campione a squadre, campione di doppio e campione di singolo maschile.
- 1999
  - 45° campionati del mondo: secondo nel doppio maschile e terzo nel doppio misto
- 2000
  - Olimpiadi di Sydney: campione di doppio maschile
  - Campione di singolo e di doppio uomini nella finale del Pro tour ITTF
  - 45° campionati del mondo a squadre: secondo classificato
  - Vincitore del Japan Open singolare maschile
- 2001
  - Campionati nazionali cinesi: terzo classificato
  - Campione di singolo uomini nella finale del Pro tour ITTF
  - 46° campionati del mondo: campione nel singolo e nel doppio maschile
  - Universiadi di Pechino: campione di doppio e di singolo uomini.
- 2002
  - Campione di doppio uomini nella finale del Pro tour ITTF
  - Campionati asiatici di Pusan: Campione a squadre, campione di singolo e terzo classificato nel doppio maschile
- 2003
  - Campionati nazionali cinesi: terzo classificato nel doppio maschile in coppia con Yan Sen, campione di singolo e terzo classificato a squadre.
  - 47° campionati del mondo: campione nel doppio maschile
- 2005
  - 48° campionati del mondo: campione nel singolo e nel doppio misto e terzo nel doppio
  - Vincitore del doppio misto ai campionati Asiatici
- 2007
  - 49° campionati del mondo: campione nel singolo e nel doppio misto e secondo nel doppio
- 2009
  - 50° campionati del mondo: secondo nel singolo

## Carriera non sportiva
Dopo molteplici anni di esperienza nell'amministrazione sportiva nel 2025 divente presidente dell'Associazione Cinese di Tennistavolo (CTTA), subentrando a Liu Guoliang.Elezione 2025.